# Eohippus
Eohippus angustidens
Genre
Espèce
Eohippus est un genre fossile de perissodactyles primitifs, de la famille des Palaeotheriidae. Ils vivaient en Amérique du Nord au début de l'Éocène, à l'étage de l'Yprésien. Sa seule espèce connue est Eohippus angustidens, qui a longtemps été considérée comme faisant partie du genre Hyracotherium présent à la même époque en Amérique du Nord et en Europe.

## Découverte et dénomination
En 1876, Marsh a décrit un squelette de cheval primitif sous le nom d’Eohippus validus, du grec : ἠώς (eōs, « aube ») et ἵππος (hippos, « cheval »), signifiant « cheval de l'aube ». Ses similitudes avec les fossiles décrits par Richard Owen ont été formellement soulignées notamment en 1932 par Clive Forster Cooper. E. validus a été déplacé vers le genre Hyracotherium, qui avait la priorité comme nom de genre car nommé en 1841 par Owen soit 34 ans avant la publication de Marsh, Eohippus devenant un synonyme de ce genre. Hyracotherium a été récemment découvert comme étant un groupe paraphylétique d'espèces, et le genre ne comprend désormais plus que H. leporinum. E. validus s'est avéré identique à une espèce nommée plus tôt, Orohippus angustidens décrite par Cope en 1875, et le nom binominal résultant est donc Eohippus angustidens.

## Description
Eohippus est un petit cheval qui mesurait environ 30 cm au garrot soit la auteur d'un Welsh Corgi. Il possède quatre doigts aux pattes antérieures et trois aux pattes postérieures, chaque doigt se terminant par un sabot. Ses incisives, molaires et prémolaires ressemblent à celles des Equus modernes. Cependant, ses grandes canines constituent un trait distinctif d’Eohippus. Dans son essai de 1991, « The Case of the Creeping Fox Terrier Clone », Stephen Jay Gould déplorait la répétition fréquente d'une expression pour désigner la taille d’Eohippus (« la taille d'un petit Fox-terrier »), alors même que la plupart des lecteurs connaissent mal cette race. Il concluait que cette expression trouvait son origine dans une brochure largement diffusée par Henry Fairfield Osborn, et suggérait qu'Osborn, passionné de chasse au renard, aurait pu faire une association naturelle entre ses chevaux et les chiens qui les accompagnaient.

## Répartition
Les restes fossiles  d’Eohippus ont été découverts dans l'ouest de l'Amérique du Nord aux États-Unis et au Mexique. On les a retrouvés au Mexique dans le Nord du pays dans l’État de Basse-Californie. Aux États-Unis on les a retrouvés au Nouveau-Mexique, au Colorado, au Wyoming, au Dakota du Sud et au Montana.